# Підгаєцький замок
Підгаєцький замок — втрачена оборонна споруда в місті Підгайцях.
Місцем для спорудження замку було обрано штучно збудований острів, який зі сходу був оточений водами річки Коропець - лівобережної притоки Дністра, а з боку с. на захід і північ річкою Музилівкою ( Мужилівкою) - притокою р. Коропець. Фундаменти цитаделі доходили до річки із заходу і входили в її русло, відокремлюючи замок від будівель розташованого на захід від нього міста
Найімовірніше, замок був побудований родиною Бучацьких у XV столітті. Її розширили наступні власники, особливо Станіслав Гольський на початку XVII ст.[3]. У 1650-57 роках власник Станіслав Ревера Потоцький укріпив місто та замок. У 1655 році місто і замок захопили спільні російсько-козацькі війська. У 1663 році в замку зупинявся польський король Ян Казимир Ваза[1]. Під час битви під Підгаєм у 1667 році Ян Собеський, майбутній король Польщі, готуючи заплановане місце бою, укомплектував піхотою два равеліни, розташовані на північ від укріплень Підгаю. У 1675 році Ібрагім Баша на чолі турецького війська обложив місто і замок, які здобув 11 вересня, а потім спустошив його, зруйнувавши замок і викравши жителів разом з командою твердині та її комендантом Маковецьким. .
У 1698 році Фелікса Казимира Потоцького, воєводу краківського і польного гетьмана коронного, переслідувало 40 тис. осіб. Татари притулилися до стін місцевого замку 9 вересня під час битви під Підгайцем. Після чотиригодинного бою татарські війська відступили. Це була остання польська перемога над татарами у війні з Туреччиною.
У 18 столітті воно вже не було заселене і занепало. У 19 столітті всередині було засновано пивоварню та лікеро-горілчаний завод, які діяли до Другої світової війни[3]. У 1970 р. залишки доти існуючого замку були остаточно зруйновані. Нині замок не існує. На його місці — консервний завод
До замкових «склепів» Марія Могилянка перевезла свій посаг для зберігання, за що поручився Станіслав Гольський — дідич Підгайців, родич її чоловіка Стефана Потоцького.

У 1677 році придворний короля Яна III Собеського француз Даллерак відвідав Підгайці і залишив такий опис міських будівель: 

Стародавні — одні з видатних на Русі, як це доводять руїни стін, бруківка, ворота з написами, кам'яні будинки з архітектурними прикрасами, п'ять мурованих святинь, замок старосвітської будови, який має потужні вежі і високі тераси. Був оточений валом.
Рештки замку розібрали в 1970-х роках.